# Алгебраїчна логіка
Алгебраїчна логіка — частина математичної логіки, викладена алгебраїчним стилем.

## Алгебри як моделі логіки
Алгебраїчна логіка використовує алгебраїчні структури, зазвичай обмежені ґратки, як моделі (інтерпретації) певних логік, перетворюючи логіку в частину теорії ґраток.
В алгебраїчній логіці:
- По замовчуванню, для змінних використовується квантор загальності над деяким простором понять. Немає квантора існування чи відкритих формул.
- Вирази утворюються з змінних за допомогою операцій, немає логічних зв'язок.
- Формули утворюються з виразів за допомогою логічної еквівалентності. Для тавтологій, обидві частини формули мають мати однакове логічне значення.
- Правила виводу: підстановка еквівалентностей та заміна змінної. Modus ponens залишається, тільки рідко використовується.

| логічна система                      | її моделі                                                          |
| Класичне числення висловлень         | алгебра Лінденбаума—Тарського Булева алгебра з двома елементами    |
| Інтуіціоністське числення висловлень | алгебра Гейтінга                                                   |
| логіка Лукасевича                    | MV-алгебра                                                         |
| модальна логіка K                    | модальна алгебра                                                   |
| S4                                   | внутрішня алгебра                                                  |
| S5; монадна предикатна логіка        | монадна Булева алгебра                                             |
| логіка першого порядку               | циліндрична алгебра поліадична алгебра предикатно функторна логіка |
| теорія множин                        | комбінаторна логіка алгебра відношень                              |

## Історія
Алгебраїчна логіка почалась з вивчення Булевих алгебр Джоржем Булем та алгебри відношень Авґустусом де Морганом, була розширена Чарльзом Пірсом, та набула закінченого вигляду в роботах Ернста Шредера.
Алгебраїчна логіка пов'язана з теорією моделей, засновниками теорії моделей були Ернст Шредер та Леопольд Льовенгейм, великий внесок також зробили Торальф Сколем та Альфред Тарський